# Bahía Scotia
La  bahía Scotia es una bahía de cuatro kilómetros de ancho, situada inmediatamente al este de la península Mossman en la costa sur de la isla Laurie, en las islas Orcadas del Sur, Antártida.

## Historia

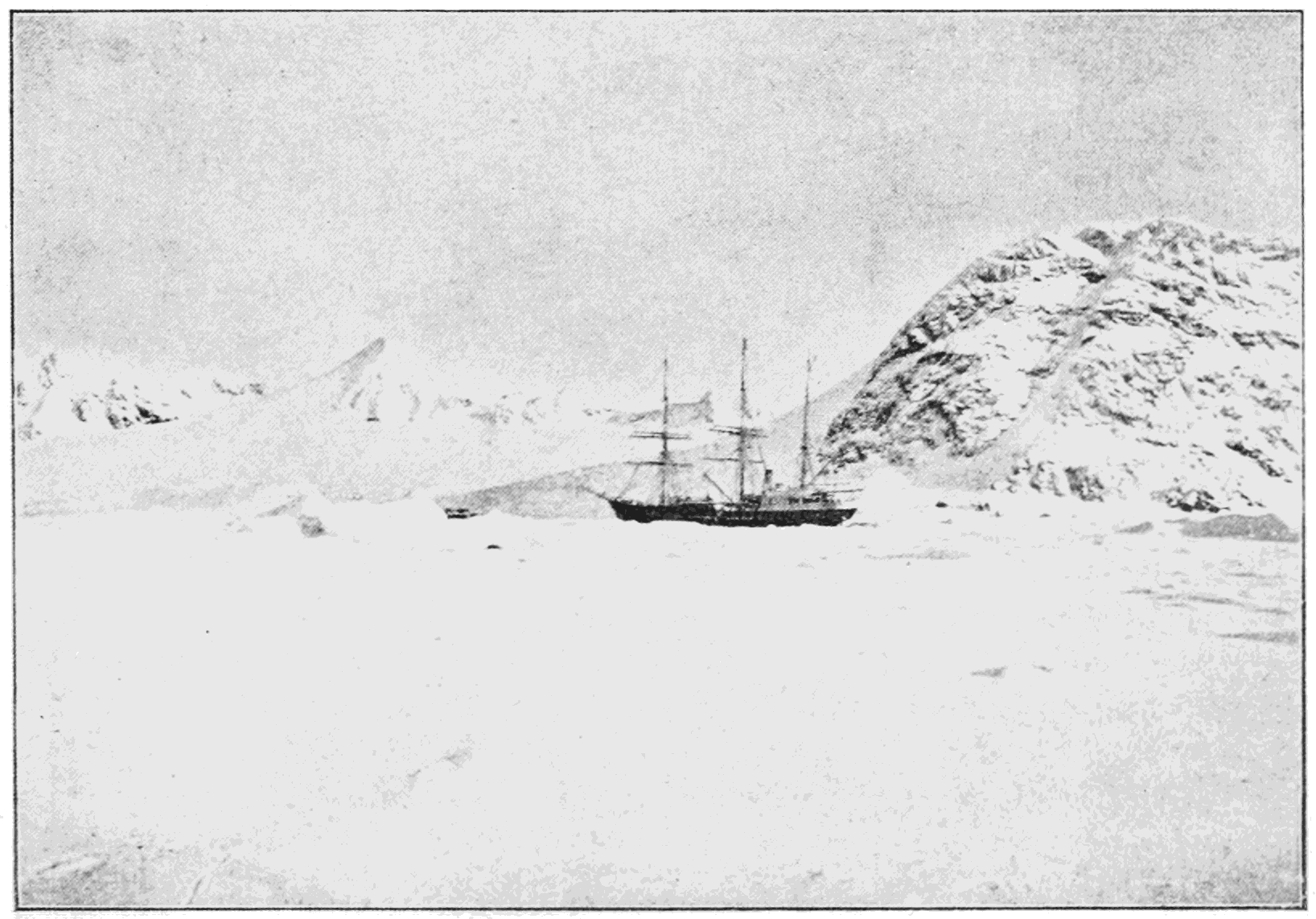
El Scotia en la bahía, 1904.

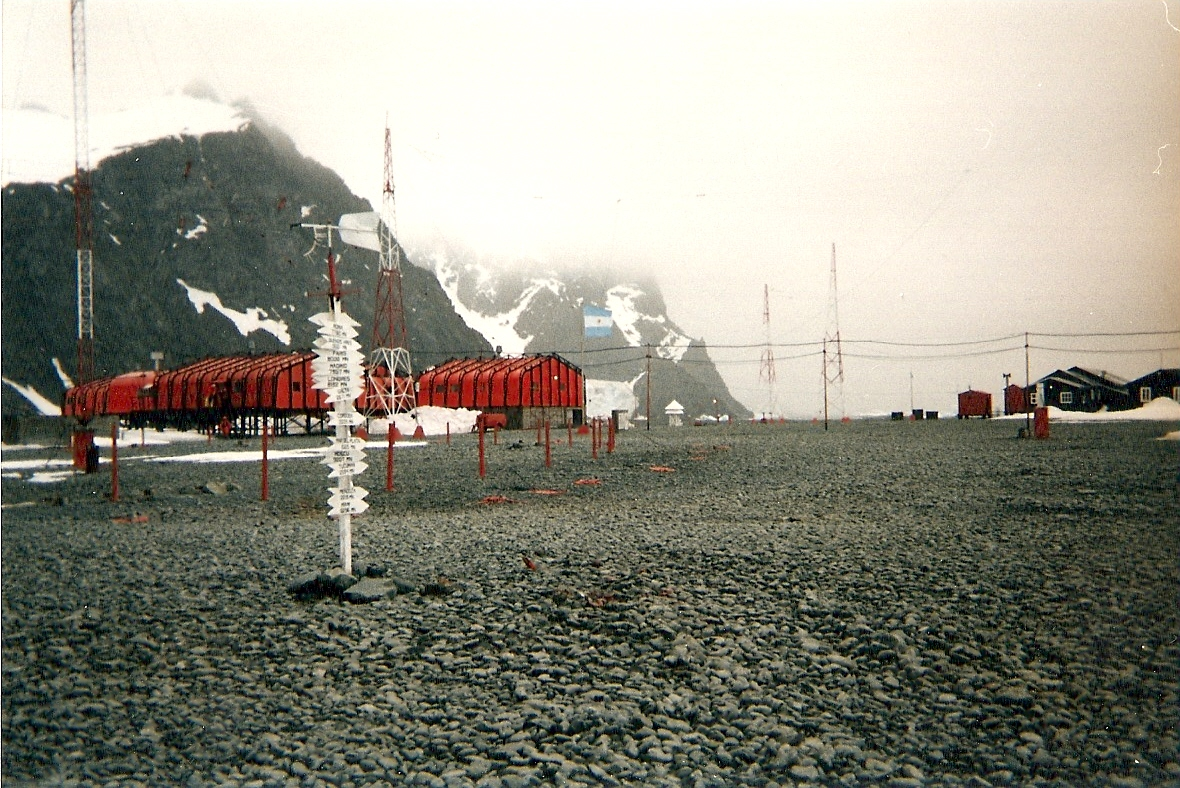
La base Orcadas.

Fue descubierta y cartografiada en el transcurso de la travesía conjunta del capitán George Powell y el capitán Nathaniel Palmer en 1821. La Expedición Antártica Nacional Escocesa encabezada por William Speirs Bruce navegó al mar Antártico en el buque Scotia a partir de principios de 1903. Al recorrer las costas de las Orcadas del Sur, buscando encontrar un fondeadero adecuado, y con el timón del barco seriamente dañado por el hielo, encontraron finalmente una bahía protegida en la orilla sur de la isla Laurie, la bahía Scotia. Allí el barco quedó aprisionado por los hielos. En la costa se levantó el 1 de abril una precaria vivienda para invernar y realizar diversos trabajos científicos, la Omond House, siendo la primera construcción en la Antártida. La bahía tomó el nombre del buque escocés.
Bruce luego partió hacia Buenos Aires y le ofreció el control de la casa Omond al gobierno de Argentina para la continuidad del programa de observaciones. Las instalaciones (la casa, un depósito y las instrumentaciones) fueron vendidas y el sitio fue rebautizado como Base Orcadas. La Argentina tomó posesión de la isla el 22 de febrero de 1904. Además del observatorio meteorológico, también se instaló una oficina de correos. A Hugo Alberto Acuña le correspondió ese día izar por primera vez su pabellón nacional en el continente antártico. Desde entonces la base ha estado en operación permanente, siendo la única base de un país en la Antártida durante 40 años. Debido a estos hechos, mediante la Ley Nacional 20.827 de 1974, se instituyó como el Día de la Antártida Argentina el 22 de febrero de cada año. En 1905, el gobierno argentino construyó un primera instalación propia: la Casa Moneta.

## Sitio y monumento histórico

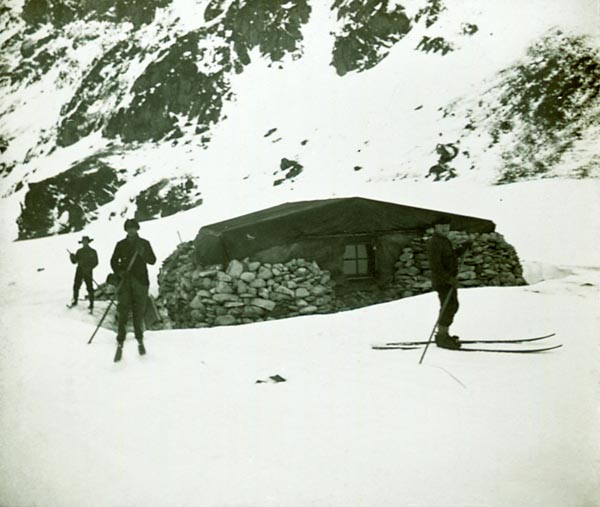
Ormond House en 1903.

Las Cabañas en Bahía Scotia, que incluye la cabaña de piedra construida en 1903 por la expedición antártica escocesa dirigida por William S. Bruce, la cabaña meteorológica y el observatorio magnético de Argentina, construidos en 1905 y conocidos como la Casa Moneta; y un cementerio con 12 tumbas, de las que la más reciente data de 1903, fueron designados Sitio y Monumento Histórico de la Antártida N°. 42 bajo el Tratado Antártico, y conservados por la base.

## Reclamaciones
Argentina incluye a la bahía en el departamento Islas del Atlántico Sur dentro de la provincia de Tierra del Fuego, Antártida e Islas del Atlántico Sur, y para el Reino Unido integra el Territorio Antártico Británico, pero ambas reclamaciones están sujetas a las disposiciones del Tratado Antártico.
Nomenclatura de los países reclamantes:
- Argentina: bahía Scotia
- Reino Unido: Scotia Bay